# Julien Soulier
Julien Soulier né le 16 août 1988 à Guéret (France) est un réalisateur et photographe français. Il est reconnu pour son approche émotionnelle de la narration à travers le clip musical, le documentaire, la publicité et la photographie. Il est également cofondateur du magazine  Sport Étude  lancé en 2018 avec l’ancien footballeur David Bellion.

## Biographie

### Les débuts
Julien Soulier a grandi en Île-de-France. Il n'aurait jamais quitté Paris au moment où ses amis lui proposent de voyager en Australie après le Lycée. En rentrant, il abandonne ses études dans l'immobilier pour des études en création publicitaire. Il est rapidement repéré par la société de production Partizan, avec laquelle il entame une collaboration qui dure encore aujourd'hui.
En 2013 il commence une série photographique « Demolition Derby ». Il se serait rendu tous les étés au Québec au moins jusqu'en 2018 pour documenter des Derby de démolition de la scène locale. La série photographique est finalement exposée en 2018 à Arles au festival des « Voies off » des Rencontres de la photographie.
Ce voyage marque également sa rencontre avec le musicien Rone, pour lequel il conçoit plus tard le clip Quitter la ville (2015). Le clip met en scène des adolescents de Dublin quittant la ville à cheval et pose les bases d'une esthétique signature de ses réalisations.

### Réalisateur de clips musicaux et photographe éditorial
Julien Soulier mène au long de sa carrière d'autres collaborations dans la musique avec des artistes internationaux tels que Rejjie Snow, Lewis Ofman, Jillionaire, Caravane Palace, Kevin Gates.
Parallèlement, il développe une activité de photographe éditorial, publiant dans le M, le magazine du Monde, Libération, Vice, Vanity Fair, GQ, Numero, Les Inrocks...

### Le magazine Sport Étude
Sous l'impulsion du président du Red Star Football Club Patrice Haddad et avec l'ancien joueur de foot professionnel David Bellion il cofonde en 2018, le magazine gratuit Sport Étude. Il existe 6 numéros imprimés à ce jour et à l'exception d'un hors-série sur Jordan Wings, chaque parution de Sport Étude donne la parole à une personnalité sportive dans des numéros monographiques dédiés à une personnalité du sport : Adrien Rabiot, Tiémoué Bakayoko, Tom Pagès, Grace Geyoro, Richard Permin et Djibril Cissé.

### La collaboration avec Stromae
En 2022, l’artiste Stromae lui confie la réalisation de sa performance dans l’émission Jimmy Fallon, The Tonight Show. Une seconde collaboration avec l'artiste donnera plus tard vie au clip de la chanson L’Enfer, marquant le retour du chanteur sur la scène médiatique fin 2021-2022.

### Aujourd'hui
En 2024, il réalise un documentaire : Clarisse Agbegnenou : l'Olympe pour Athéna diffusé sur France 2. Tourné sur deux années, le film suis le parcours de la sportive autour de la naissance de son enfant et de l'impact sur sa carrière avec en ligne de mire les Jeux Olympiques de Paris 2024.
À l'occasion de la sortie du documentaire, un épisode du podcast Vision(s) retrace le parcours du réalisateur.

## Filmographie

### Clips musicaux
- 2015 : Quitter la ville - Rone (co-réalisé avec Adrien Landre)
- 2016 : Midnight - Caravane Palace (co-réalisé avec Adrien Landre)
- 2017 : Sunrise - Jillionaire
- 2018 : Virgo - Rejjie Snow
- 2018 : Vouch - Kevin Gates[6]
- 2019 : Attitude - Lewis Ofman
- 2019 : Dancing boy - Lewis Ofman
- 2022 : Santé (Live performance at Jimmy Fallon) - Stromae
- 2022 : L’enfer - Stromae

### Courts-métrages
- 2019 : Kardiata
- 2021 : They call me Ali

### Documentaires
- 2024 : Clarisse Agbegnenou : l'Olympe pour Athéna[7]